# Casa Fantxico
La casa Fantxico és un edifici de Riba-roja d'Ebre (Ribera d'Ebre) inclòs a l'Inventari del Patrimoni Arquitectònic de Catalunya.

## Descripció
Està situat entre el carrer del Sequer i la plaça del Mercat. És un edifici que es troba construït de forma perpendicular al carrer, quedant tancat a banda i banda per un baluard. Consta de planta baixa, pis i golfes, amb la coberta a una sola vessant que fa el desaiguat a la façana. Les golfes s'obren al pati amb una galeria horitzontal de pòrtics d'arc de mig punt arrebossat. El baluard té accessos a la plaça del Mercat i al carrer Sequer per portals d'arc de mig punt adovellats, datats del "1807" i "1771", respectivament. Entre el primer són llegibles les paraules "casa de Fran Puig". Al costat d'aquest últim hi ha dos finestres, una de pedra acarada i l'altra amb ampit motllurat, que semblen correspondre's amb les restes de l'antiga façana. El parament dels murs és de pedra irregular lligada amb morter, on són visibles les restes de l'arrebossat original.
L'edifici es troba considerablement deteriorat pels efectes de la guerra civil.